# Phyllium yunnanense
Phyllium yunnanense is een insect uit de orde Phasmatodea en de familie Phylliidae. De wetenschappelijke naam van deze soort is voor het eerst geldig gepubliceerd in 1993 door Liu.